# 민원 25시
《민원 25시》는 대한민국의 KBS에 방송됐던 교양 프로그램이다.

## 기획 의도
국민의 일상생활과 직접 관련된 도시계획, 재건축 관계 등의 민원 중심으로 방송.

## 방송 시간
| 방송 채널 | 방송 기간                          | 방송 시간                       | 비고 |
| --------- | ---------------------------------- | ------------------------------- | ---- |
| KBS 1TV   | 1996년 10월 17일 ~ 1997년 1월 9일  | 매주 목요일 밤 10시 20분 ~ 11시 |      |
| KBS 1TV   | 1997년 1월 17일 ~ 1997년 10월 17일 | 매주 금요일 밤 10시 20분 ~ 11시 |      |

## 진행자
- 정광용
- 유정아

## 에피소드 목록

### 1997년
| 횟수 | 방송 일자 | 제목 |
| ---- | --------- | --- |
|      | 1월 9일   | 카드 도둑이 쓴 930만원, 왜 내가 물어야 하나? / 대죽리의 남은 3가구                                                                                               |
|      | 1월 17일  | 지하철 공사로 화훼농원 죽어간다 / 붕괴직적의 시민아파트 - 재건축 방법은?                                                                                         |
|      | 1월 24일  | 조금만 더 살지? / 고엽제 피해, 구리시 국도공사 - 상식을 벗어난 감정평가?                                                                                         |
|      | 1월 31일  | 이제와 도로계획에서 제외됐다구요? |
|      | 2월 14일  | 부도난 회사 - 14년 일한 대가는? / 영주 귀국 하고 보니 자식은 구만리에..                                                                                          |
|      | 2월 21일  | 구획정리 때 바뀐 주소 - 증축이 안된다구요. / 건축허가 내준 지 2개월만에 공사를 중지하라니...                                                                     |
|      | 2월 28일  | 종로구의 뜨거운 감자 - 쓰레기 적환장 / 불량비료 때문에 참외가 열리지 않아요                                                                                      |
|      | 3월 7일   | 청학동의 민속관과 서당의 이권문제 / 기술자 신고제 과태료에 얽힌 민원                                                                                             |
|      | 3월 14일  | 입학 포기해도 등록금은 내야 하나 / 17년 세금낸 땅을 국가가 공매처분?                                                                                             |
|      | 3월 21일  | 양도세 1300만원, 억울합니다. / 지리산 우리동네는 길도 없습니다.                                                                                                  |
|      | 3월 28일  | 예산은 10억, 보상금은 142억 / 조국위해 바친 청춘, 조국은 왜 인정 못하나.                                                                                         |
|      | 4월 4일   | 신용카드 할부의 사각지대 / 상도동 네가구의 한많은 사연 |
|      | 4월 11일  | 버스를 다니게 해주세요 / 하천으로 둔갑한 땅 |
|      | 4월 18일  | 엄지손가락 없다고 취득한 면허를 박탈하다니 / 청각장애학생의 민원 - 돌려야 시험을 보죠 / 장애인 공무원 - 대민업무에 지장을 준다? / 장애인 설립을 막힌 닫힌 마음들 |
|      | 4월 25일  | 눈만 뜨면 묘지가.. / 장애인 차량 관련민원 모음 |
|      | 5월 5일   | 나도 모르게 대출된 돈을 갚으라구요. / 말없이 바뀐 도로 계획선 |
|      | 5월 9일   | 농부 박양수씨 - 카드사기범으로 몰린 사연 / 지역개발 협조했더니 이제 와 나가라구요?                                                                               |
|      | 5월 30일  | 직업병 발견에 행정처분이 웬말 / 환경미화원 김영부씨의 사라진 전세금                                                                                              |
|      | 7월 4일   | 경운기 다닐 길을 내주세요. / 상가분양 - 부도나면 대책없나? |
|      | 7월 11일  | 카드도둑 잡혔는데 돈은 내가 갚으라니... / 비과세 저축에 세금이 웬말!                                                                                             |
|      | 8월 22일  | 없어진 차 - 말소는 안되고 세금은 내야 하고. / 5년전 취득세 영수증을 찾아내라구요?                                                                                |
|      | 9월 5일   | 호수공원을 유원지로 만들다니요. / 지은 지 10년 - 등기못내는 36가구의 하소연                                                                                      |
|      | 9월 19일  | 주택조합 사기분양 - 사라진 300억 / 사지도 않는 집인데 취득세를 내라니...                                                                                         |
|      | 9월 26일  | 끝없는 의료분쟁 - 그 해법은? / 전세확정일자가 물거품 된 사연 |
|      | 10월 3일  | 부도난 아파트 - 분양금을 돌려줄 수 없다구요. / 나도 모르게 보증인 된 사연                                                                                        |
|      | 10월 10일 | 낸 세금을 또 내고 등기하라니.. / 임대아파트 분양가는 건설사 맘?                                                                                                  |
|      | 10월 17일 | 차도 없는데 웬 교통유발분담금? / 억울한 교통사고 - 피해자가 가해자로..                                                                                           |

## 제작진
- 책임 프로듀서 : 이양구
- 연출 : 송희일, 김정수, 이연식, 황대준, 김정중
- 구성 : 임미랑, 왕보경, 김성희

## 같이 보기
- 수도권 패트롤 (1997년)
- 시청자칼럼 우리사는 세상 (1998년 ~ 2018년)